# Üstökös makákó

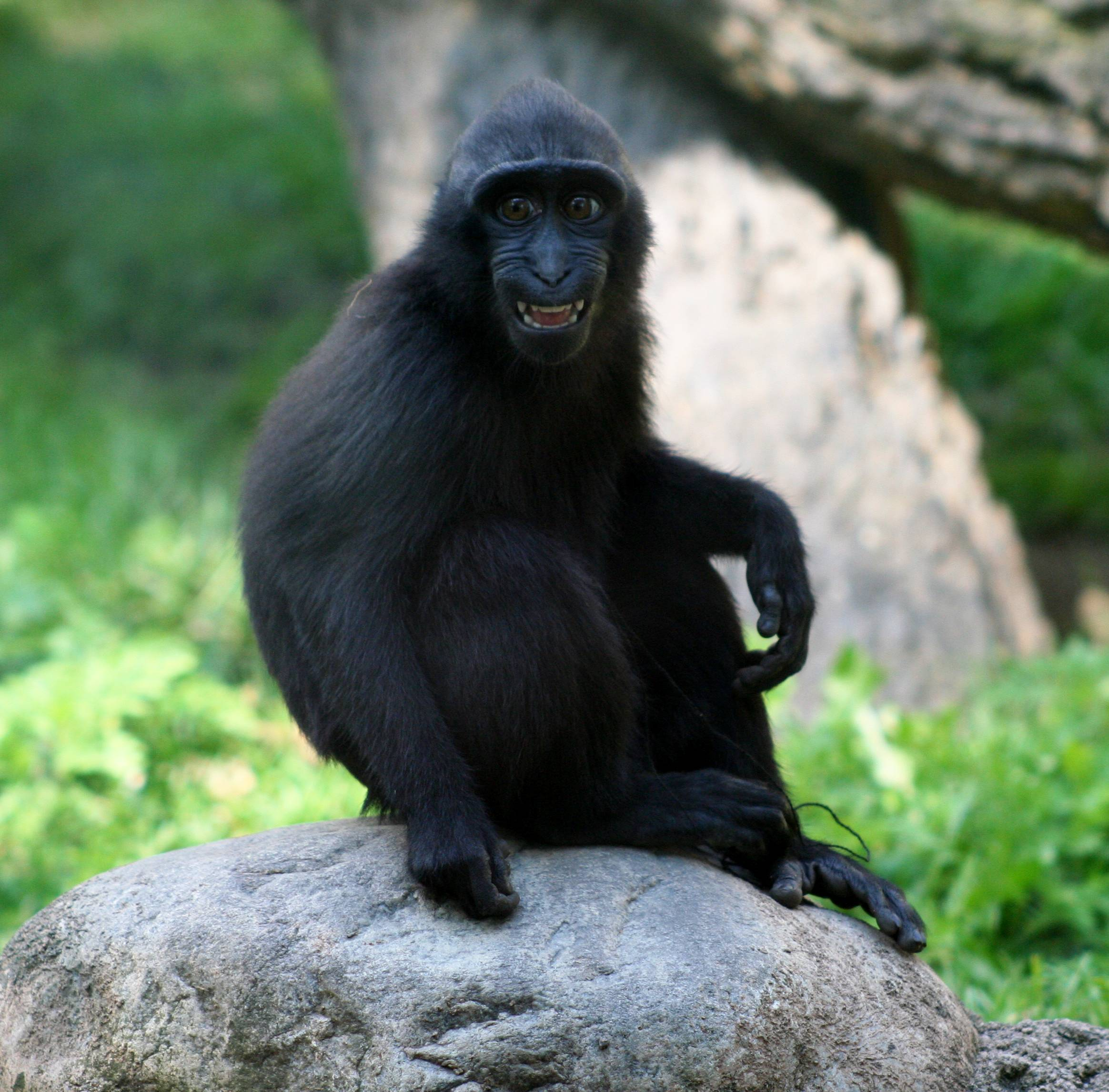
Fiatal üstökös makákó

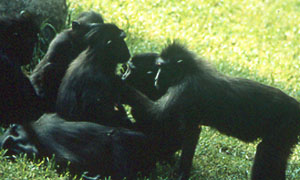
Üstökös makákók egy csoportja

Az üstökös makákó (Macaca nigra) a cerkóffélék családjába (Cercopithecidae), azon belül pedig a cerkófmajomformák alcsaládjába (Cercopithecinae) tartozó faj.
Korábban magyarul üstökös páviánnak is hívták.
Ez volt az először felfedezett celebeszi makákófaj és egyáltalán nem hasonlított a makákókra.
Arcorra hosszan megnyúlt és a kétoldali hosszanti csontlécek a valódi páviánokhoz teszik hasonlóvá. Rövid farka miatt alakja leginkább a drillre és a mandrillra emlékeztet.
A fajt korábban Cyanopithecus niger tudományos néven ismerték és a páviánok rokonának gondolták.
A többi celebeszi makákófaj későbbi felfedezésével tisztázódott e faj rendszertani helye is és a makákó nemébe (Macaca) sorolták át.
Celebesz szigete, ahol az a faj is él, rendkívül szabdalt, úgy néz ki, mintha sok félszigetet kapcsoltak volna össze. A szigeten több, egymástól földrajzilag elkülönült makákó faj él.
Rendszertani besorolásuk sokáig tudományos viták tárgya volt, végül a szakemberek megegyeztek abban, hogy mind közeli rokonai az emsemakákónak.
Az emsemakákó-szerű ősök minden bizonnyal Borneó felől hatoltak be Celebeszre, egy korábbi földtörténeti időszakban, amikor még meglevő keskeny földhíd kötötte össze a két nagy szigetet.

## Előfordulása
Kizárólag Celebesz szigetén él. Ott is csak a sziget északi félszigetének (Minahassa-félsziget) északi csúcsán fordul elő, valamint a környékbeli kisebb szigeteken, mint például Bacan szigete.

## Alfajai
- Fekete üstökös makákó (Macaca nigra nigra) – a Minahassa-félsziget legészakibb részén és a környékbeli kisebb szigeteken fordul elő
- Szürke üstökös makákó (Macaca nigra nigrescens) – ez az alfaj valamivel délebbre él. Ezt az alfajt néhány kutató önálló fajnak véli.

## Megjelenése
Hosszú, magas, előreugró arcorra van.
Teste és szőrtelen, csupasz arca is szénfekete színű. Jellegzetessége a fején levő felmereszthető szőrszálakból álló üstök, melyről nevét is kapta. Farka igen rövid, alig látható.
45-60 centiméteres testhosszával és 7-10 kilogrammos testtömegével a kisebb makákófajok közé tartozik.

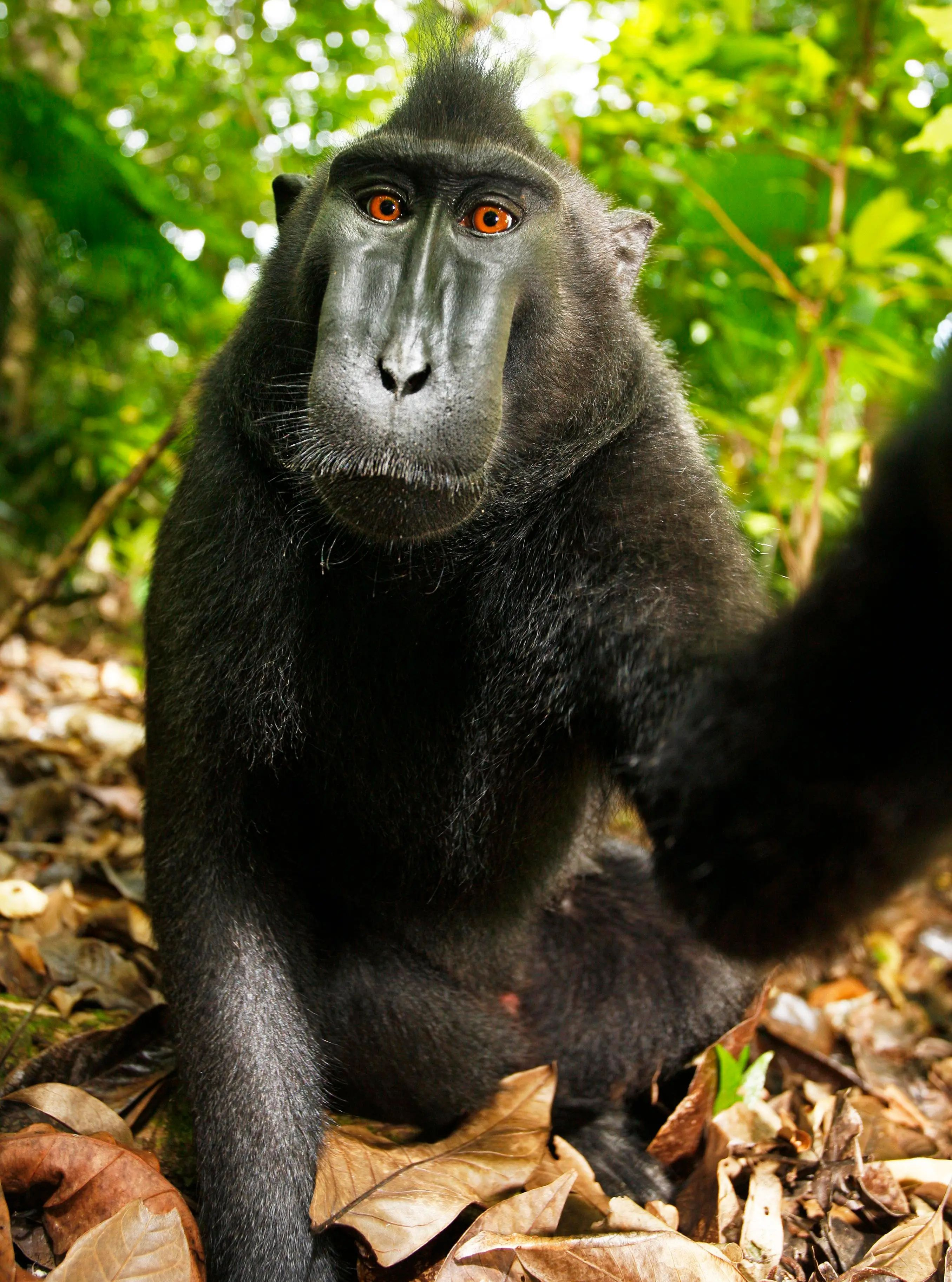
A képen látható makákó azzal vált híressé, hogy 2014-ben Celebesz szigetének erdeiben több képet is készített magáról („Szelfizett”), melyek bekerültek a Wikimédia Alapítvány adatbázisába, ugyanis azáltal, hogy egy állat készítette őket, nem jogdíjkötelesek

## Életmódja
Nappali életmódú esőerdőlakó majmok. Táplálékkeresés és alvás céljából sokat tartózkodnak a fákon, de sok időt töltenek a talajon is.
Celebesz szigetén nem élnek rájuk vadászó emlős ragadozók, így viszonylag biztonságban vannak a talajon is és idejük akár 60%-át is ott tölthetik.
5-25 egyedből álló csoportokban élnek. A kisebb csoportokban csak egy hím van, a nagyobbakban akár négy is lehet.
A fiatal hímek ivarérettségük elérése után szülőcsoportjuk elhagyására kényszerülnek, és sokszor több évre is egynemű fiúcsapatokat alkotnak. Az egyedek jellegzetes grimaszolással kommunikálnak egymással.
Az üstökös makákók virágokkal, gyümölcsökkel, hajtásokkal, rügyekkel, diófélékkel táplálkoznak, de elfogyasztják a levelek között talált rovarokat és madártojásokat is. A többi makákótól eltérően gyakran esznek húst; madarakra, gyíkokra és rágcsálókra vadásznak az aljnövényzetben.

## Szaporodása
A nőstény 6 hónapig tartó vemhessége után, többnyire egyetlen kölyköt hoz a világra. Az ellések az esős időszakra esnek, amikor több a táplálék. Az anya kölykét több mint egy évig szoptatja és a fiatal állat három-négy év múlva lesz ivarérett. A nőstények többnyire szülőcsoportjukban maradnak életük végéig.
Élettartama vadon 20 év körül van, fogságban 30 évig is elélhet.

## Természetvédelmi helyzete

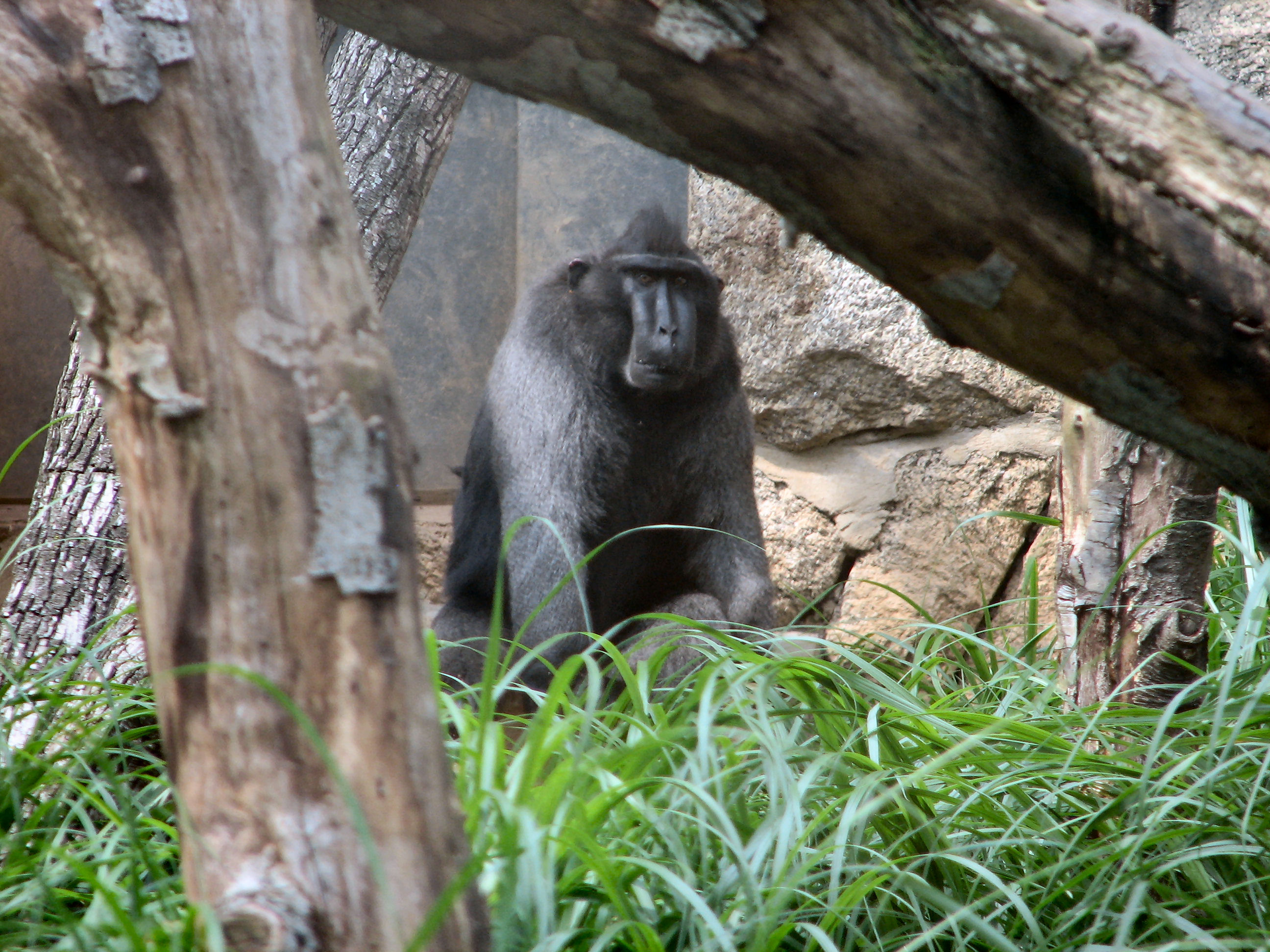

Az üstökös makákót igen erősen vadásszák őshazájában, részben mert a kertekben és földeken károkat okoz, részben mert húsa ínyencfalatnak számít.
A legnagyobb veszélyt azonban a fokozódó erdőirtás jelenti számukra.
Celebesz szigetén jelenleg 4000 és 6000 között lehet a számuk.
A fősziget környéki kisebb szigeteken a helyzet valamivel jobb, mivel ezek javarészt lakatlanok, így ott a faj még elég gyakori.
A legtöbb egyede jelenleg Bacan szigetén él, mintegy 10 000 egyed.
A faj státusza a Természetvédelmi Világszövetség szerint veszélyeztetett (végveszélyben).
A fajt megmentése érdekében tenyészprogram keretében szaporítják.
Állatkertekben nem túl gyakori, Magyarországon jelenleg sehol sem tartják.
Fogságban igen ragaszkodóak és nem annyira ingerlékenyek, mint a többi makákófaj. Emiatt őshazájában a celebesziek házikedvencként is szívesen tartják.

## Külső hivatkozások
- Fotók és videók az üstökös makákóról